# Martin Weise (Mediziner)

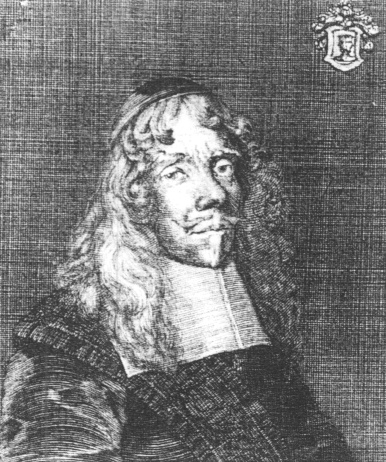
Martin Weise

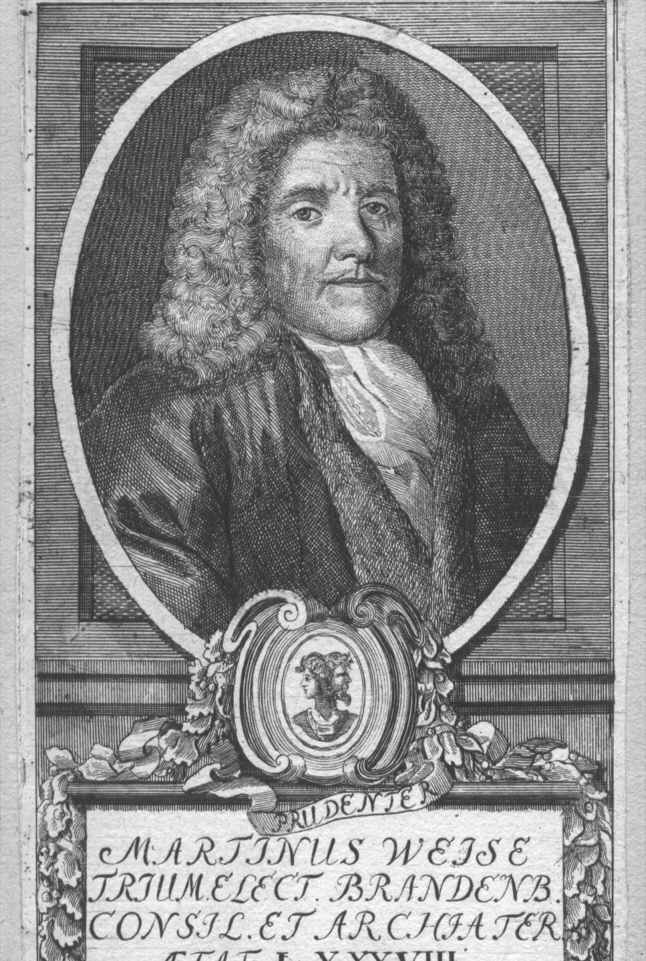
Martin Weise

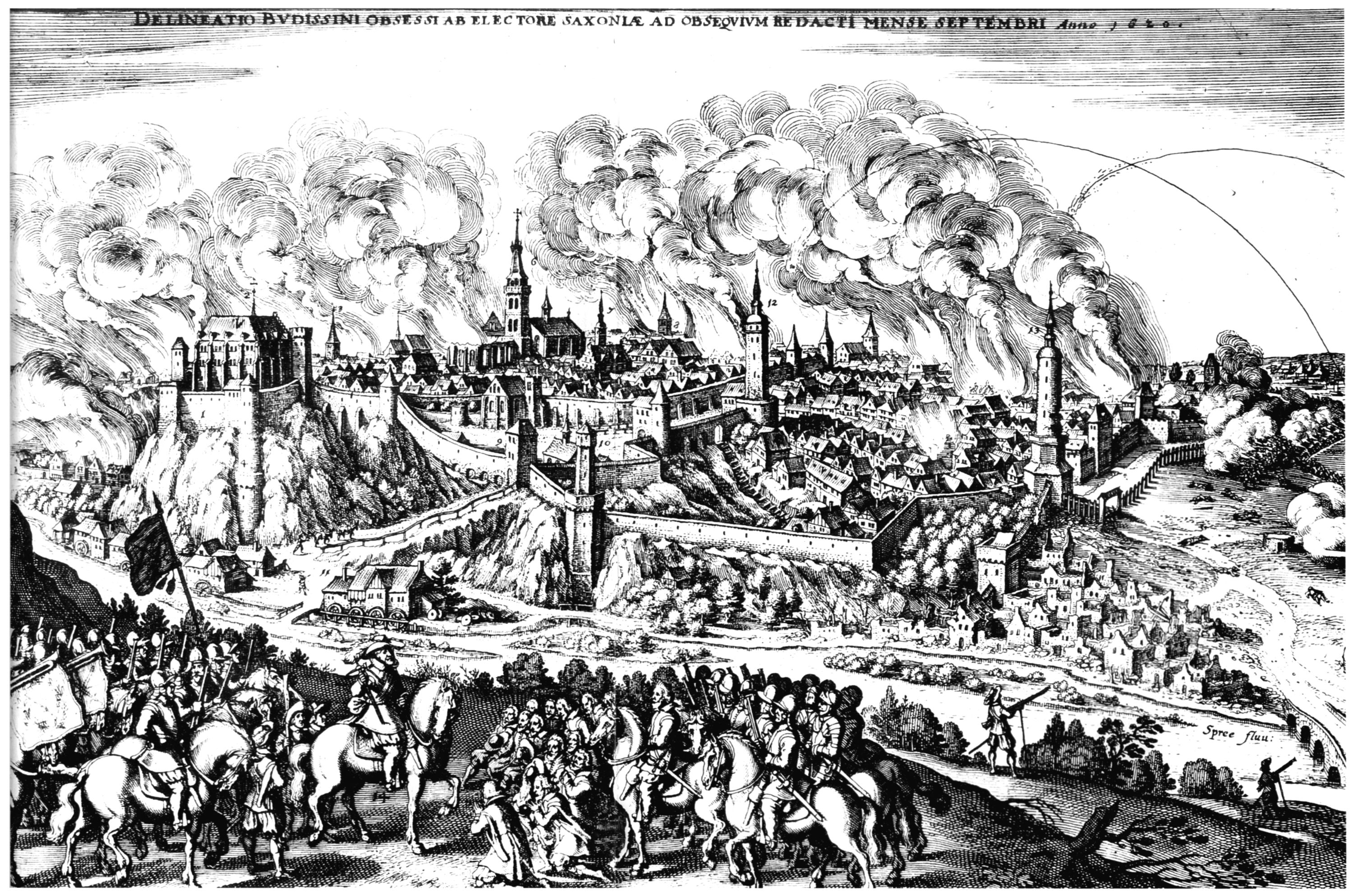
Matthäus Merian (1593–1650): Belagerung von Bautzen im Jahre 1620

Martin Weise (* 9. Septemberjul. / 19. September 1605greg. in Lübben; † 16. März 1693 in Berlin) war ein deutscher Mediziner.

## Leben und Werk
Martin Weise wurde als Sohn von Theodor Weise († um 1615) und dessen Frau Margarethe geb. Donke († 1611) geboren. Sein Vater stammte aus Schottland und war Lübbener Ratsherr. Ab 1619 besuchte Martin Weise das Gymnasium in Bautzen und nach der Zerstörung Bautzens das Gymnasium in Stettin. Er studierte von 1622 bis 1624 Medizin an der Viadrina Frankfurt (Oder) und dann an der Universität Wittenberg, wo er unter anderem Vorlesungen bei Daniel Sennert hörte. Nach dem Ausbruch der Pest reiste er nach Böhmen und Schlesien, nach seiner Rückkehr nach Wittenberg und seiner Disputation 1628 erhielt er das Lizenziat. 1629 wurde er zum Doktor promoviert und zog nach Berlin, wo er als praktischer Arzt arbeitete. Gemeinsam mit Thomas Panckow versorgte er unter anderem 1662 den todkranken Christoph Schönebeck an seinem Sterbebett. Kaiserliche und schwedische Feldherren suchten seinen Rat und so wurde auch der brandenburgischen Kurfürst Georg Wilhelm auf ihn aufmerksam. 1631 ernannte Georg Wilhelm ihn zu seinem Leibarzt. In dieser Funktion verblieb er auch, da er 1635 einen Ruf als Professor nach Wittenberg ablehnte. Große Anerkennung seiner Arbeit erhielt er 1638, als er den schwerkranken Kurprinzen Friedrich Wilhelm heilte, der später als Großer Kurfürst in die Geschichte einging. Auch diesem diente er als Leibarzt. Wie geschätzt der von Martin Friedrich Seidel (1621–1693) als „brandenburgischer Hippokrates“ gefeierte Arzt war, zeigte sich 1645, als ihn während einer Reise nach Hornhausen 14 königliche und fürstliche Personen um Rat befragten, darunter auch die verwitwete Königin von Schweden Maria Eleonora. 1685 wurde er Dekan des Collegium medicum. Nach dem Tod des Großen Kurfürsten 1688 wurde er Leibarzt dessen Nachfolgers Friedrich III., dem späteren ersten König in Preußen.
1631 heiratete er Catharina Berchelmann († 4. März 1671), mit der er vier Söhne und vier Töchter hatte, darunter den Arzt Martin Weise d. J. († 1671), den königlich-preußischen Geheimen Kammerrat Gottfried Weise, der in den 1750er Jahren 90-jährig starb, und Johann Jakob Weise, der königlich-preußischer Rat und Leibarzt wurde. Seine Tochter Anna Rosina (gest. nach 1699) heiratete den in Bayreuth wirkenden kurfürstlichen Regierungsrat und Kammergerichtsrat Dr. Gabriel Luther (1612–1672) und seine Tochter Catharina Elisabeth (1644–1673) den kurfürstlichen Rat und Bürgermeister von Cölln Joachim Ernst Seidel.

## Werke
- unter Daniel Sennert: Dissertatio de febribus symptomaticis. Wittenberg 1628.
- unter Daniel Sennert, mit Johann Georg Laurentius und Jeremias Girnt: Dissertatio de hypochondriaca affectione. Wittenberg 1628.
- Theses De Melancholia. Wittenberg 1629.
- Clio Brandenburgica. (lateinische Gedichte; nicht erhalten)
- De archiatris Brandenburgicis. (Aufsatz über brandenburgische Medizingeschichte; nicht erhalten)